# Monako
Monako (fr. i wł. Monaco, moneg. Mùnegu), oficjalnie Księstwo Monako (fr. Principauté de Monaco, wł. Principato di Monaco, moneg. Prinçipatu de Mùnegu) – miasto-państwo położone w Europie Południowej nad Morzem Śródziemnym w obrębie Riwiery Francuskiej.
Od 1866 jest w unii celnej z Francją, a od 1918 Francja uzyskała prawo do stacjonowania wojsk na terenie Monako i zatwierdzania zawieranych przez to państwo umów międzynarodowych. Z tych powodów (szczególna więź z Republiką Francuską, która ogranicza jego suwerenność – podstawowy atrybut państwa) w prawie międzynarodowym Monako określa się raczej jako niesuwerenną organizację terytorialną niż państwo.
W Monako odbywa się znany doroczny wyścig samochodowy Grand Prix Monako Formuły 1, jeden z oryginalnych wyścigów Formuły 1. Na terenie księstwa jest także klub piłkarski AS Monaco FC grający w lidze francuskiej.
Monako jest chętnie odwiedzane przez turystów zwiedzających Lazurowe Wybrzeże. Wśród głównych atrakcji tego miasta-państwa najważniejsze są: Pałac Książęcy, stare miasto, katedra św. Mikołaja, Place du Casino wraz z kasynem, opera w Monte Carlo, ogrody tropikalne, ogrody japońskie i plaża Lavrotto.

## Podstawowe informacje
- Ważniejsze dzielnice: Monte Carlo, La Condamine;
- całkowita granica lądowa: 4,4 km (z Francją);
- długość wybrzeża: 4,1 km;
- najwyższy punkt: 163 m n.p.m. (zbocze wzgórza), najwyższy wierzchołek Mont Agel 140 m n.p.m.[5];
- najniższy punkt – wybrzeże Morza Śródziemnego: 0 m n.p.m.;
- języki urzędowe: francuski, włoski, monegaski;
- waluta: 1 euro = 100 eurocentów (do 2002: 1 frank monakijski = 100 centymów);
- długość linii kolejowych: 2 km;
- długość dróg utwardzonych: 50 km.

## Historia

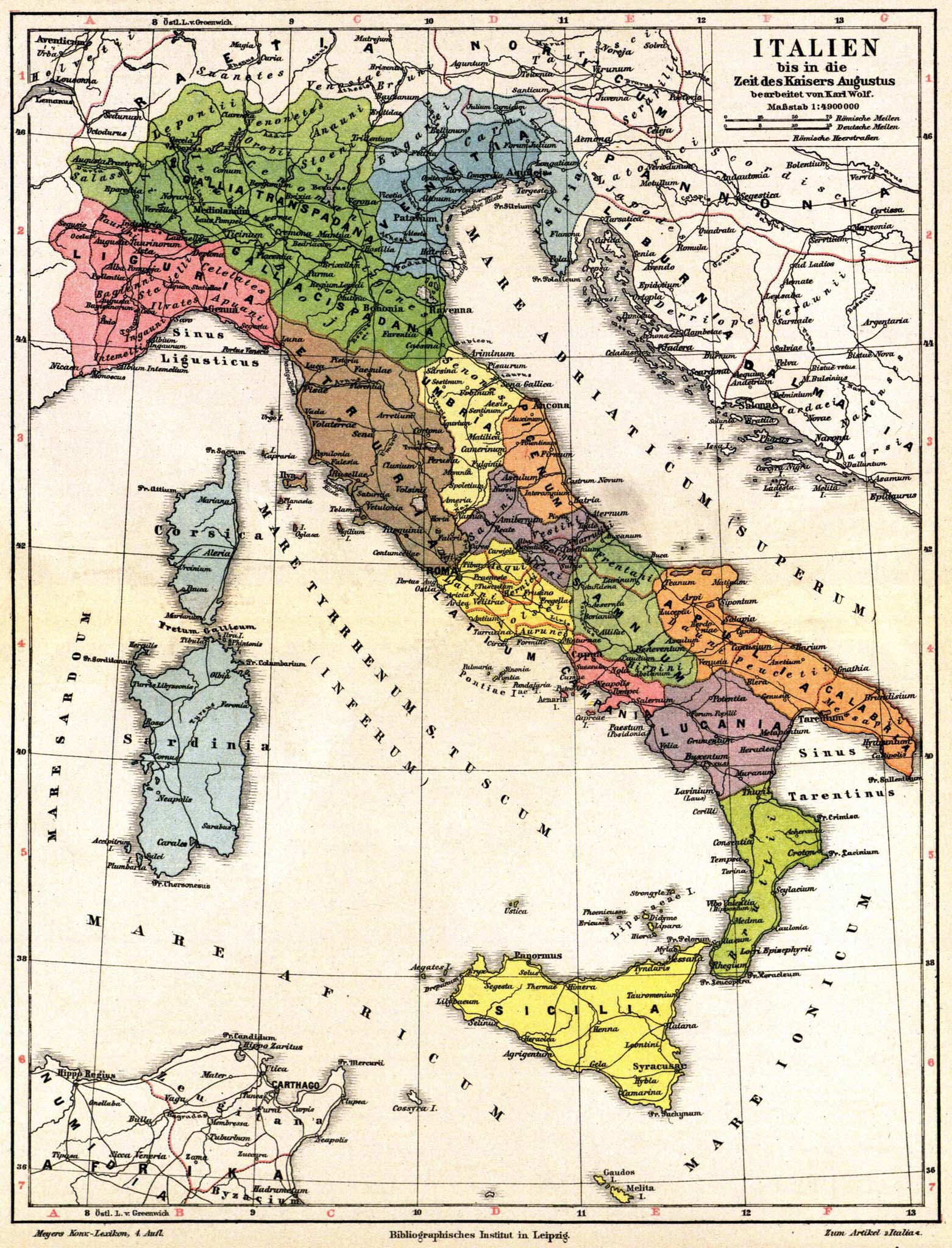
Monako Italia (kraina historyczna) I wiek p.n.e.

Monako Republika Genui, Włochy 1494

Monako Republika Genui, Włochy 1796

- Czasy starożytne – kolonia fenicka, grecka i terytorium rzymskie;
- od X wieku – pod władzą Genui;
- XII wiek – Monako przejściowo pod władaniem hrabiów Prowansji;
- 1297 – uciekinier z Genui, Franciszek Grimaldi, w przebraniu mnicha oszukuje strażników zamku, którzy wpuszczają go do środka; po zabiciu załogi Grimaldi odbiera Monako panującej w nim rodzinie genueńskiej;
- koniec XV wieku – niepodległość Monako uznają król Francji i papież;
- 1524–1641 – Monako jest protektoratem hiszpańskim;
- 1793 – w czasie rewolucji francuskiej Grimaldi zostają usunięci z tronu, a księstwo wcielone do Francji;
- 1814 – Monako odzyskuje byt państwowy, ale do 1860 pozostaje protektoratem królestwa Sardynii;
- 1861 – traktat z Francją przywraca księstwu pełną niepodległość;
- 1865 – unia celna z Francją;
- 1911 – przyjęcie pierwszej konstytucji, wprowadzającej podział władzy między księciem a pochodzącą z wyborów Radą Narodową;
- 1918 – układ o stacjonowaniu wojsk francuskich i zatwierdzaniu przez Francję umów międzynarodowych zawieranych przez Monako;
- 1943 – rozpoczęła się włoska okupacja Monako;
- 1949 – umiera książę Ludwik II; tron przejmuje jego wnuk, książę Rainier III;
- 1956 – książę poślubia gwiazdę Hollywood Grace Kelly, którą poznał rok wcześniej na festiwalu w Cannes;
- 1959 – monarcha zawiesza Radę Narodową z powodu sporu wokół budżetu;
- 1962 – przywrócenie parlamentu i wprowadzenie nowej, bardziej liberalnej konstytucji;
- 1963 – zawarcie konwencji finansowej z Francją w sprawie ceł i podatków;
- 1982 – księżna Grace ginie w wypadku samochodowym w Monte Carlo;
- 1993 – Monako dołącza do ONZ;
- 2002 – przyjęcie zmian w konstytucji, mających utrzymać ciągłość sukcesji nawet w razie bezpotomnej śmierci następcy tronu, księcia Alberta;
- 2004 – na głównym stadionie piłkarskim wybucha bomba, ale obywa się bez ofiar. Do dziś nie wyjaśniono przyczyn eksplozji;
- 2005 – Rainier III umiera, na tron wstępuje jego najstarszy syn jako Albert II.

## Geografia

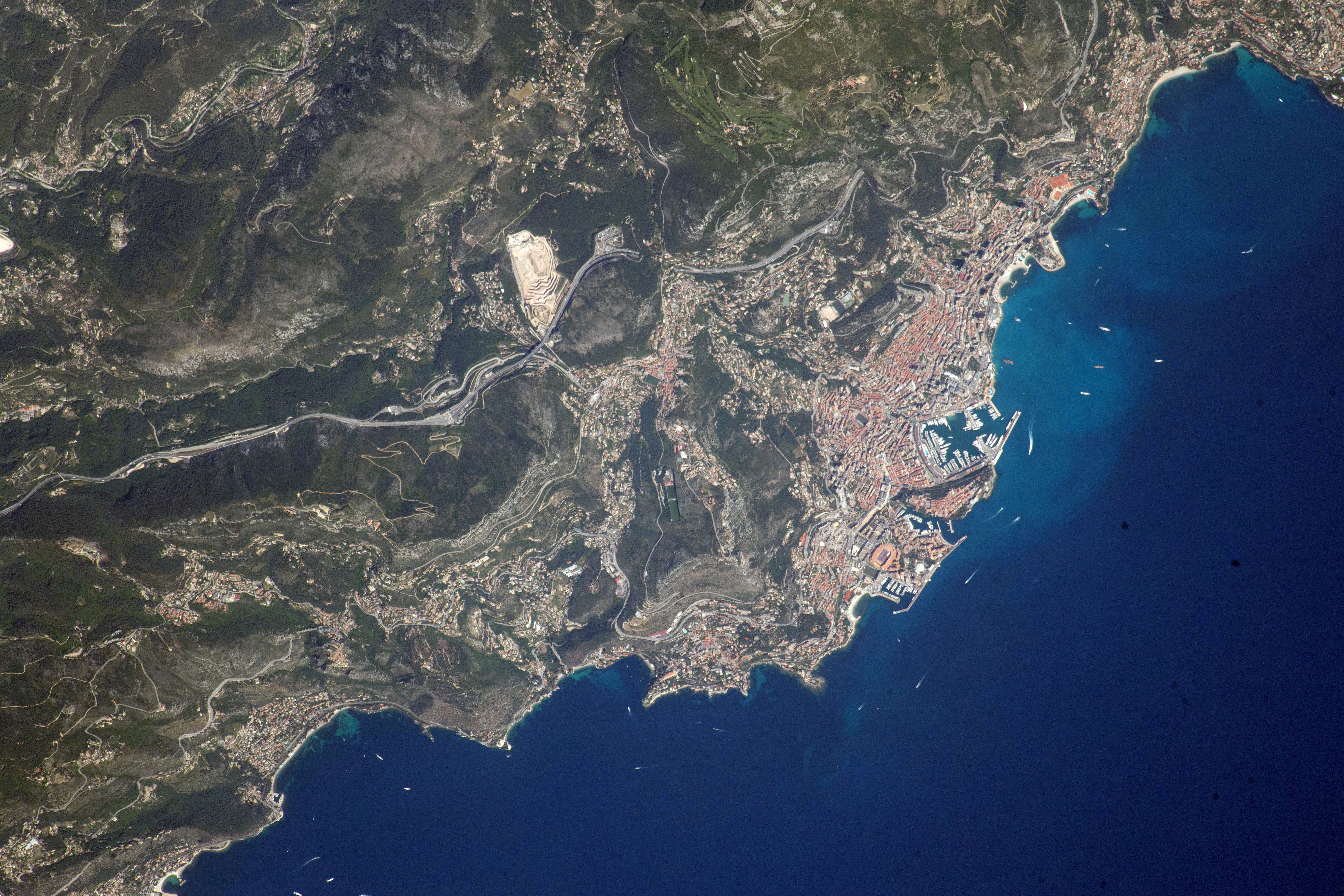
Zdjęcie satelitarne Monako

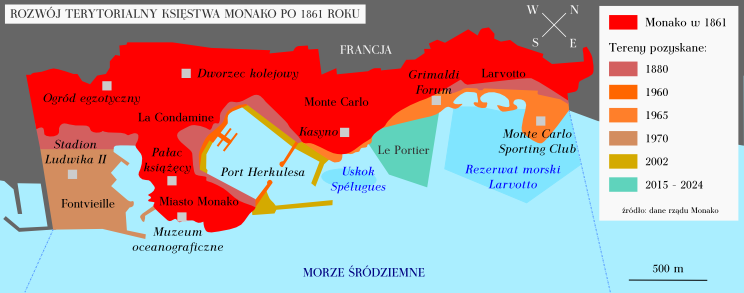
Rozwój terytorialny Monako od 1861 r. Dzielnica Fontvieille została zbudowana na terenie odebranym morzu w latach 70.

Monako jest najmniejszym po Watykanie państwem świata. Monako to państwo-miasto w południowej Europie, nad Morzem Śródziemnym, na Wybrzeżu Lazurowym. Leży 18 km na wschód od francuskiej Nicei.

### Klimat
Monako, jak i całe Lazurowe Wybrzeże leży w strefie klimatu podzwrotnikowego o łagodnej śródziemnomorskiej odmianie. Zimy w księstwie są wilgotne i łagodne, zaś lata suche i ciepłe. Średnia temperatura zimą wynosi 8 °C, zaś latem od 23 do 26 °C. Średnia suma opadów wynosi od 600 do maksymalnie 800 mm, opady występują głównie jesienią i zimą. Latem deszcz prawie nie pada, a klimat kształtowany jest w głównej mierze przez masy powietrza zwrotnikowego.
| Miesiąc | Sty  | Lut  | Mar  | Kwi  | Maj  | Cze  | Lip  | Sie  | Wrz  | Paź  | Lis  | Gru  | Roczna |
| --- | ---- | ---- | ---- | ---- | ---- | ---- | ---- | ---- | ---- | ---- | ---- | ---- | ------ |
| Średnie temperatury w dzień [°C]                                                                                                | 13,0 | 13,0 | 14,9 | 16,7 | 20,4 | 23,7 | 26,6 | 26,9 | 24,0 | 20,6 | 16,5 | 13,9 | 19,2   |
| Średnie dobowe temperatury [°C]                                                                                                 | 10,2 | 10,2 | 12,0 | 13,8 | 17,5 | 20,9 | 23,8 | 24,2 | 21,1 | 17,9 | 13,8 | 11,2 | 16,4   |
| Średnie temperatury w nocy [°C]                                                                                                 | 7,4  | 7,4  | 9,1  | 10,9 | 14,6 | 18,0 | 21,0 | 21,4 | 18,3 | 15,2 | 11,2 | 8,5  | 13,6   |
| Opady [mm] | 67,7 | 48,4 | 41,2 | 71,3 | 49,0 | 32,6 | 13,7 | 26,5 | 72,5 | 129  | 103  | 88,8 | 744    |
| Średnia liczba dni z opadami | 6,0  | 4,9  | 4,5  | 7,3  | 5,5  | 4,1  | 1,7  | 2,5  | 5,1  | 7,3  | 7,1  | 6,5  | 62,4   |
| Średnie usłonecznienie [h] | 150  | 159  | 186  | 210  | 248  | 281  | 329  | 297  | 225  | 199  | 155  | 137  | 2575   |
| Źródło: Météo-France, visitmonaco.com (liczba dni z opadami dla wartości 1 mm, wysokość 131 m n.p.m., pobliże morza, 1981-2010) |      |      |      |      |      |      |      |      |      |      |      |      |        |

| Sty  | Lut  | Mar  | Kwi  | Maj  | Cze  | Lip  | Sie  | Wrz  | Paź  | Lis  | Gru  | Rok  |
| ---- | ---- | ---- | ---- | ---- | ---- | ---- | ---- | ---- | ---- | ---- | ---- | ---- |
| 13,4 | 13,1 | 13,4 | 14,7 | 17,9 | 21,8 | 23,1 | 23,6 | 22,2 | 19,6 | 17,4 | 14,9 | 17,9 |

### Przyroda
Monako stanowi przykład państwa, którego całe terytorium pokrywa infrastruktura miejska. To oznacza, że naturalna roślinność praktycznie nie istnieje, zajmując jedynie niewielkie skrawki w postaci roślinności twardolistnej, która stanowiła naturalną formację roślinną tego regionu. Powszechnie występują tu sadzone przez człowieka różne gatunki palm. Na skalistym klifie w zachodniej części księstwa znajduje się Jardin exotique de Monaco. Do zwierząt lądowych dziko żyjących w Monako należą sarna europejska, lis rudy i łasica pospolita.

### Podział administracyjny
Monako stanowi administracyjnie jedność (nie występują żadne jednostki administracyjne). Jednak do lat 90. kraj dzielił się na 4 dystrykty: Monaco-Ville, Monte Carlo, La Condamine i Fontvieille.

## System polityczny
Księstwo Monako jest monarchią konstytucyjną. Stan taki rozpoczął się w 1911 roku, kiedy to przyjęto konstytucję tego państwa. Na jej mocy książę zachował pozycję głowy państwa, ale szereg uprawnień przeszło w ręce innych ciał i instytucji.

### Książę

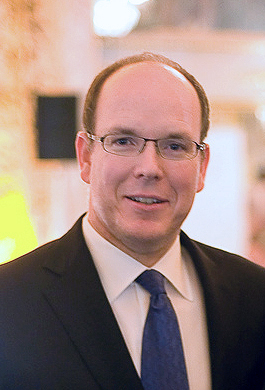
Albert II, książę Monako

Książę jest samodzielnym władcą i głową państwa. Jak dotychczas, wszyscy książęta Monako pochodzili z dynastii Grimaldi. Od 2005 r. księciem jest Albert II.
Władza ustawodawcza dzielona jest pomiędzy księcia i Radę Narodową. Władca wnosi projekty ustaw, a Rada przyjmuje je lub odrzuca w drodze głosowania. Władza wykonawcza spoczywa niemal całkowicie w rękach księcia – Minister Stanu i Rada Rządowa są bezpośrednio odpowiedzialni przed księciem za kierunek podejmowanych działań. Również władza sądownicza jest częściowo zależna od księcia – sądy wydają wyroki w jego imieniu.

### Rada Rządowa
Rada Rządowa jest ciałem wspierającym księcia Monako w rządzeniu. Składa się z sześciu członków. Przewodniczącym Rady jest Minister Stanu, posiadający podobną pozycję jak we Francji premier, będący tak naprawdę „pierwszym pomiędzy równymi” (primus inter pares). W skład rady wchodzi także pięciu radców:
- ds. spraw wewnętrznych,
- ds. finansów i ekonomii,
- ds. wyposażenia, środowiska i planowania,
- ds. polityki społecznej i służby zdrowia,
- ds. polityki zagranicznej.

### Rada Narodowa
Rada Narodowa jest parlamentem Księstwa Monako. Składa się z jednej izby (unikameralizm). W jej skład wchodzi 24 członków, wybieranych w wyborach powszechnych na kadencję trwającą 5 lat. Książę może rozwiązać parlament w każdym momencie, co implikuje nowe wybory, które muszą odbyć się w przeciągu 3 miesięcy.
Rada spotyka się co najmniej dwa razy w roku w celu głosowania nad projektem budżetu i projektami aktów prawnych wniesionymi przez rząd księcia.

### Partie polityczne
Partie polityczne w Księstwie Monako:
- Po pierwsze! Priorytet Monako
- Horyzont Monako,
- Unia Monakijska (Union monégasque), która jest koalicją ugrupowań:
  - Unia dla Księstwa (Union pour la Principauté),
  - Narodowa Unia dla Przyszłości Monako (Union nationale pour l’Avenir de Monaco).

### Rada Koronna
Ciało administracyjne składające się z 7 członków, zbierające się przynajmniej dwa razy do roku w celu doradzania księciu przy podejmowaniu decyzji w ważnych kwestiach wewnętrznych i międzynarodowych. Książę powołuje przewodniczącego rady i trzech innych członków, pozostała trójka wybierana jest przez monarchę spośród kandydatów wysuniętych przez Radę Narodową.
Książę musi skonsultować się z Radą Koronną przed podpisaniem umów międzynarodowych, rozwiązaniem Rady Narodowej, przyznaniem obywatelstwa i innymi ważnymi decyzjami.

### Sądownictwo
Sądy w Monako obsadzane są przez księcia. Podobnie jest z Sądem Najwyższym (Tribunal Supreme), w którym sędziów mianuje monarcha, część spośród kandydatów przedstawionych przez Radę Narodową.

### Państwo-miasto
Ponieważ Księstwo Monako jest jednocześnie państwem i miastem, równolegle z instytucjami państwowymi funkcjonują instytucje miejskie o podobnych kompetencjach i zakresie działań. Przykładem tutaj może być Rada Komunalna – ciało odpowiedzialne za administrowanie czterema dzielnicami miasta. Składa się z 15 członków, wybieranych w wyborach powszechnych na 4 lata, i burmistrza, wybieranego przez tę piętnastkę. Rada zbiera się co 3 miesiące.

### Polityka zagraniczna
Monako jako w pełni niepodległe oraz suwerenne państwo ma własną politykę zagraniczną. Jest mocno związane z Francją, z którą utrzymuje bliskie stosunki dyplomatyczne. Francja w 1919 roku wraz z podpisaniem traktatu wersalskiego zobowiązała się do obrony suwerenności Monako oraz ochrony kraju przed agresją militarną. W zamian za ochronę Monako miało zagwarantować Francji strefę wpływów. Traktat z Wersalu został zreformowany podczas spotkań przedstawicieli obu krajów w roku 1945 oraz 1963.
W 2002 roku Monako podpisało z Francją nową umowę, która weszła w życie w 2005 roku. Umowa zawiera następujące gwarancje:
- Francja ma konsula generalnego, który będzie rezydował we francuskiej ambasadzie;
- Francja akceptuje warunki konstytucji Monako z 1962 roku, w którym jest potwierdzony zapis o linii sukcesyjnej w Księstwie Monako.

Monako jako kraj niezrzeszony w Unii Europejskiej, lecz mający szczególne stosunki z Francją ma prawo do stowarzyszenia z krajami wchodzącymi w skład UE oraz ma możliwość wprowadzenia euro jako waluty narodowej.
Monako jest pełnoprawnym członkiem ONZ, do której państwo wstąpiło w 1993 roku. 4 października 2004 roku dołączyło do Rady Europy. Monako jest również członkiem Interpolu oraz Międzynarodowej Organizacji Hydrograficznej, której siedziba znajduje się właśnie w Monako.
Monako ma 10 misji dyplomatycznych w Europie Zachodniej, ma stałego członka w Radzie Europy oraz ONZ. Państwo ma także 106 generalnych konsulatów w 45 państwach świata. 76 krajów ma swoje ambasady lub konsulaty na terenie Monako.

## Demografia
Spośród ponad 37 tysięcy mieszkańców jedynie 9160 (24,3%) stanowią Monegaskowie (obywatele księstwa); pozostali to migranci, głównie z Francji i Włoch. Spośród obywateli Monako, jedynie 63,5% nabyło obywatelstwo przy urodzeniu na terenie księstwa, 0,9% przy urodzeniu za granicą, a 35,6% zostało naturalizowanych (w tym 19,1% na drodze małżeństwa z osobą posiadającą obywatelstwo Monako). Na terenie księstwa jest zatrudnionych blisko 51 tysięcy ludzi, więcej niż jego cała populacja. W sektorze prywatnym ponad 3/4 zatrudnionych (około 35 tys.) dojeżdża z terytorium Francji. W usługach pracuje 75% ludności zawodowo czynnej, w przemyśle – 25%. Cała ludność mieszka w bardzo gęsto zaludnionym mieście – ok. 18 775 osób na km². Jest to największa gęstość zaludnienia w Europie i druga na świecie (po Makau). Wraz z sąsiadującymi miejscowościami po stronie francuskiej w zespole miejskim Monako-Mentona mieszka około 100 tysięcy ludzi.
| Ludność Monako           | Ludność Monako                  |
| ------------------------ | ------------------------------- |
| Liczba ludności          | 38 350                          |
| Zagęszczenie ludności    | 18 985 mk/km²                   |
| Ludność według wieku     |                                 |
| 0 – 14 lat               | 12,75%                          |
| 15 – 64 lat              | 63,57%                          |
| ponad 64 lata            | 23,68%                          |
| Wiek (mediana)           |                                 |
| W całej populacji        | 45,4 lat                        |
| Mężczyzn                 | 43,3 lat                        |
| Kobiet                   | 47,3 lat                        |
| Przyrost rzeczywisty     | 0,40%                           |
| Współczynnik urodzeń     | 9,19 urodzeń/1000 mieszkańców   |
| Współczynnik zgonów      | 12,91 zgonów/1000 mieszkańców   |
| Współczynnik migracji    | 7,68 migrantów/1000 mieszkańców |
| Ludność według płci      |                                 |
| przy narodzeniu          | 1,15 mężczyzn/kobietę           |
| poniżej 15 lat           | 1,15 mężczyzn/kobietę           |
| 15 – 64 lat              | 0,97 mężczyzn/kobietę           |
| powyżej 64 lat           | 0,69 mężczyzn/kobietę           |
| Umieralność noworodków   |                                 |
| W całej populacji        | 5,35 śmiertelnych/1000 żywych   |
| płci męskiej             | 6,19 śmiertelnych/1000 żywych   |
| płci żeńskiej            | 4,46 śmiertelnych/1000 żywych   |
| Oczekiwana długość życia |                                 |
| W całej populacji        | 85,4 lat                        |
| Mężczyzn                 | 82,7 lat                        |
| Kobiet                   | 88,2 lat                        |
| Rozrodczość              | 2,5 urodzin/kobietę             |

### Struktura etniczna
| Narodowość                       | % całej populacji |
| -------------------------------- | ----------------- |
| Monegaskowie                     | 21,50%            |
| Francuzi                         | 28,24%            |
| Włosi                            | 18,57%            |
| Brytyjczycy                      | 7,51%             |
| Pozostali Europejczycy           | 16,02%            |
| Obywatele państw nieeuropejskich | 8,16%             |

### Wyznania religijne
Udział poszczególnych wyznań w populacji Monako (według Pew Research Center w 2010 r.):
- katolicyzm – 82,3%
- bezwyznaniowi – 11,7%
- protestantyzm – 3,5%
- judaizm – 1,7%
- islam – 0,4%
- prawosławie – 0,2%

## Gospodarka
Produkt krajowy brutto na 1 mieszkańca Monako wynosi ok. 70 tysięcy USD rocznie. Podstawą gospodarki są usługi, zwłaszcza bankowość, turystyka i handel nieruchomościami.
Przemysł Monako opiera się na produkcji żywności, przyrządów precyzyjnych, wyrobów farmaceutycznych, sprzedaży znaczków pocztowych i turystyce. Port jachtowy i kasyno w Monte Carlo są słynne na całym świecie. Monte Carlo jest ponadto ośrodkiem badań oceanograficznych.
Monako jest siedzibą wielu firm zagranicznych i banków (z uwagi na korzystne przepisy podatkowe). Istnieje tu rozbudowana sieć hoteli. W 2000 w hotelach Monako nocowało 240 tysięcy turystów zagranicznych. Znaczne dochody przynosi kasyno gry w Monte Carlo oraz emisja znaczków pocztowych i pamiątkarstwo.
W dzielnicy Fontvieille znajdują się nowoczesne zakłady przemysłu precyzyjnego, chemicznego (w tym farmaceutycznego), odzieżowego i jubilerskiego, ponadto funkcjonuje lądowisko dla śmigłowców, nowoczesny stadion, przystań jachtowa. Energia elektryczna w całości importowana jest z Francji. W pobliżu terytorium Monako przechodzą: linia kolejowa i autostrada Nicea – Genua. Transport wewnętrzny zapewniają samochody prywatne (676 samochodów osobowych na 1000 mieszkańców). Monako łączy unia celna z Francją, która pośredniczy w całości wymiany handlowej księstwa. Monako uczestniczy w Europejskiej Unii Gospodarczej i Walutowej.

## Galeria

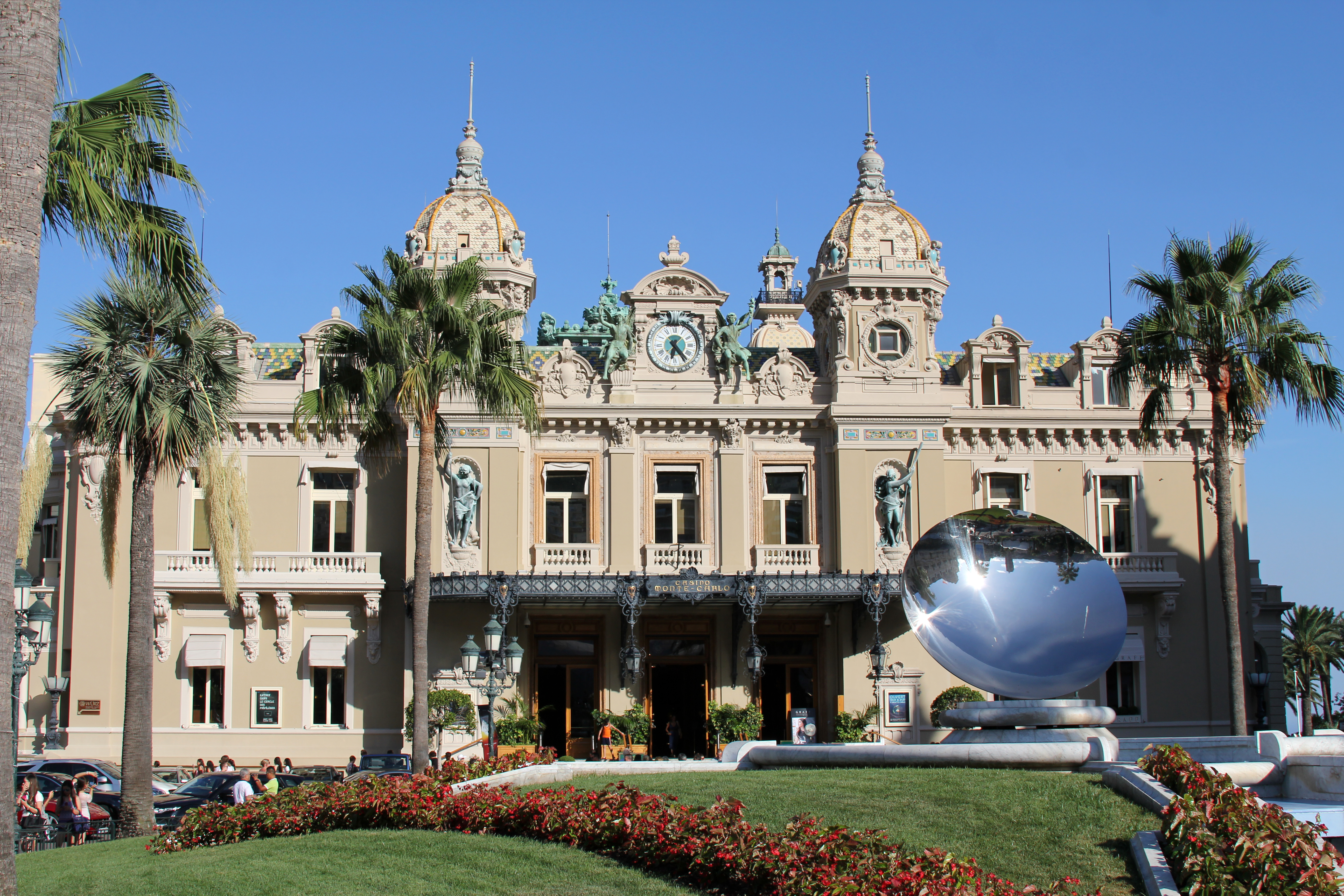
Casino de Monte-Carlo
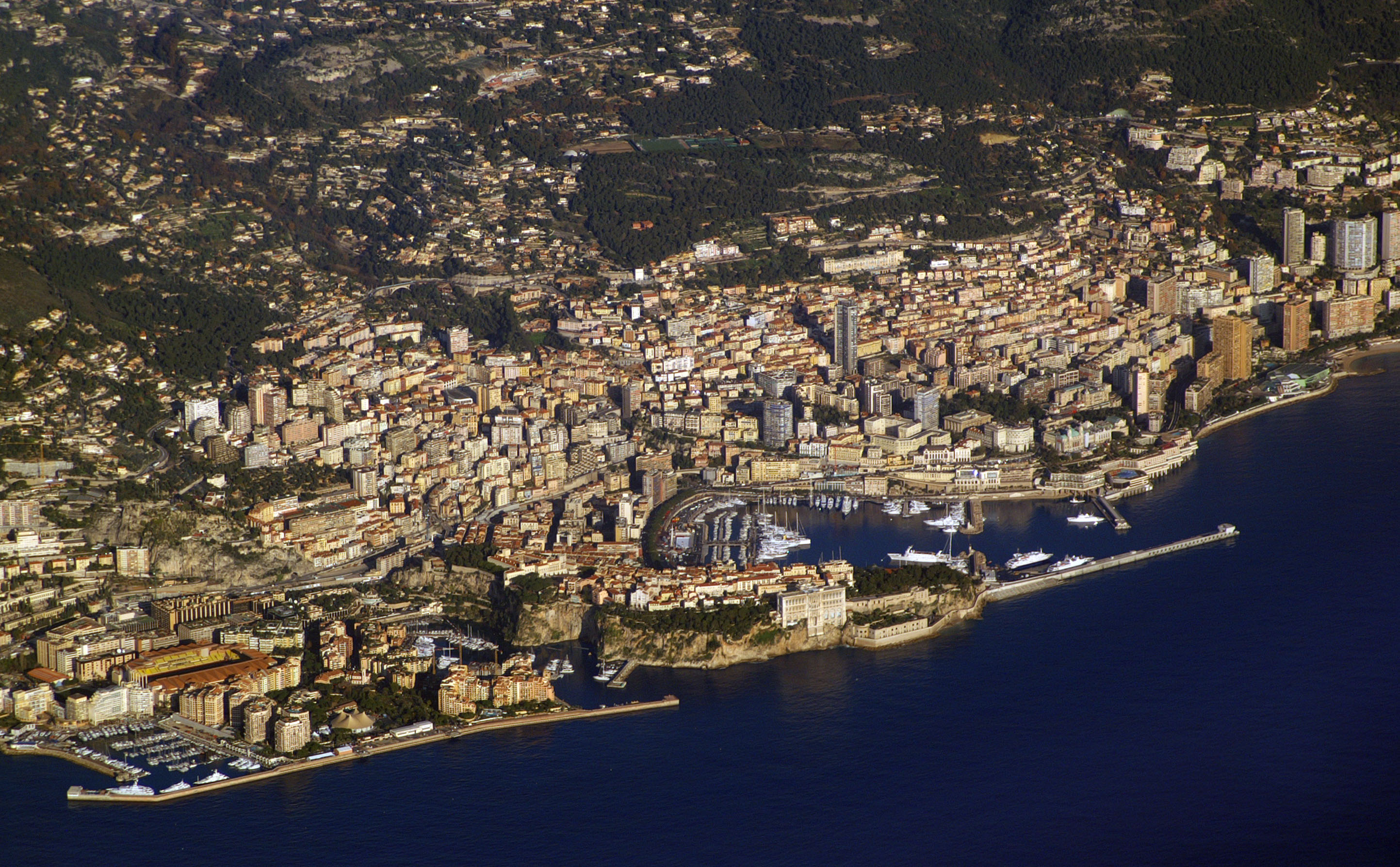
Zdjęcie lotnicze Monako
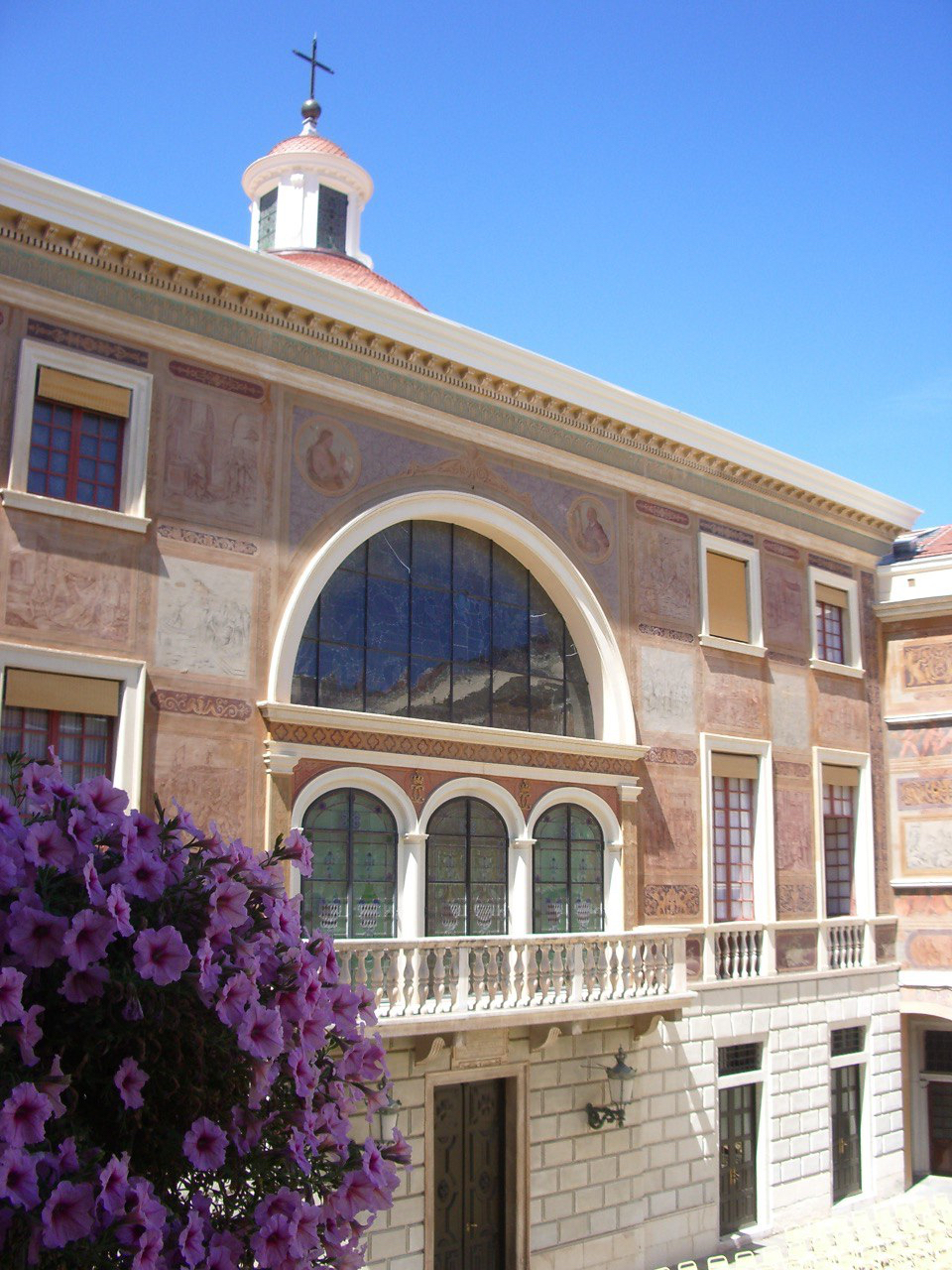
Kaplica w pałacu
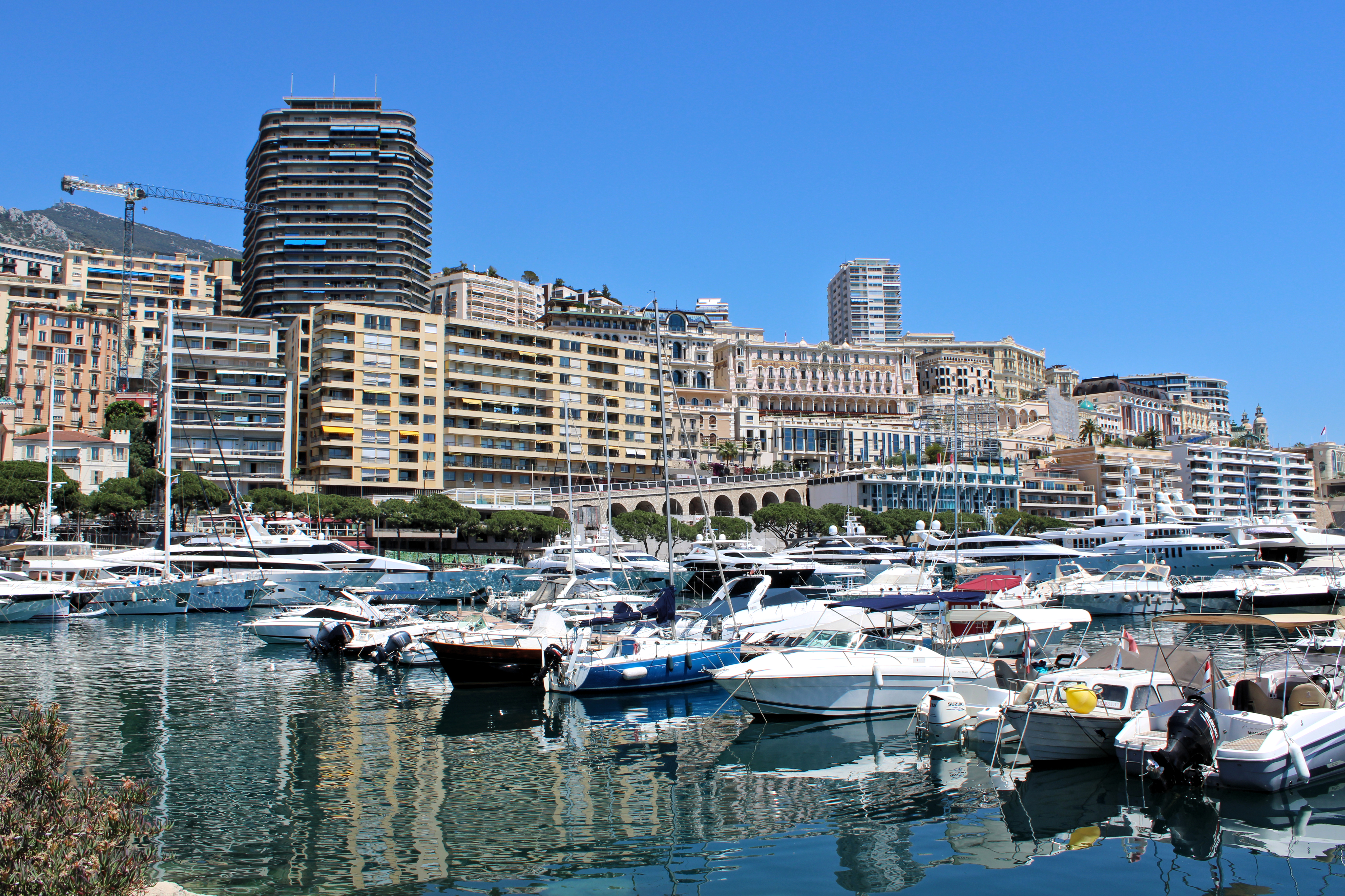
Port w Monako
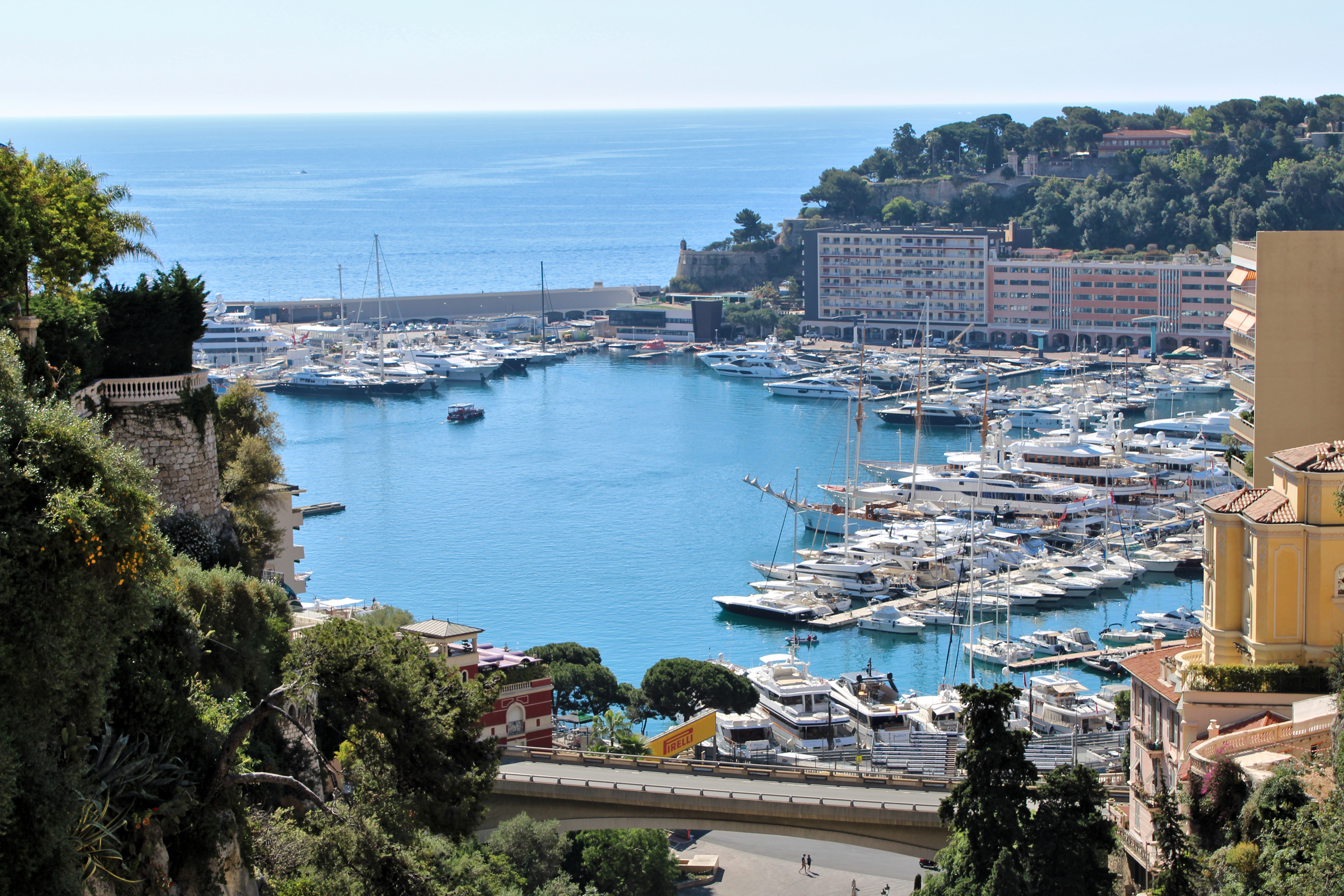
Morze Śródziemne
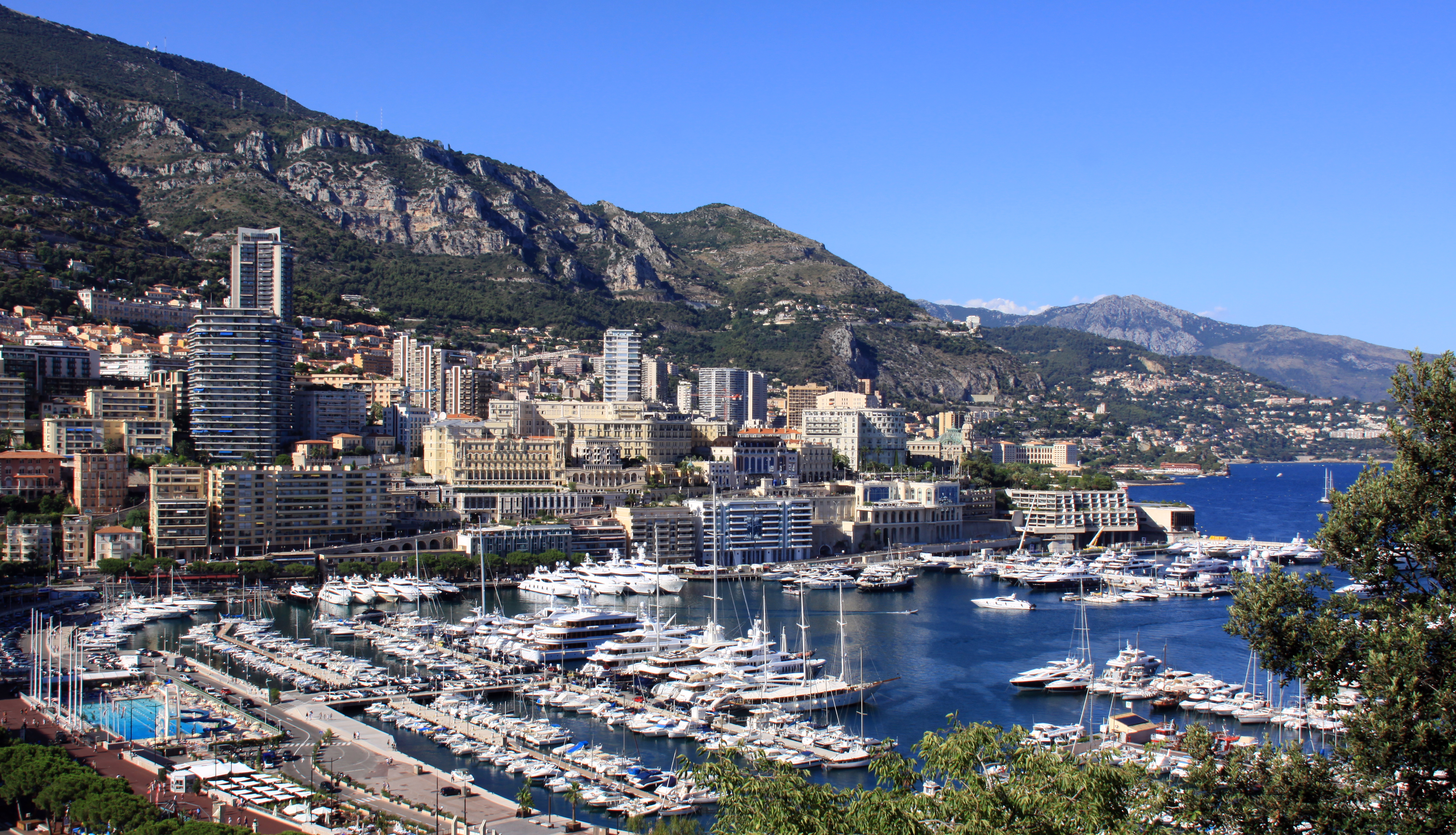
Monte Carlo
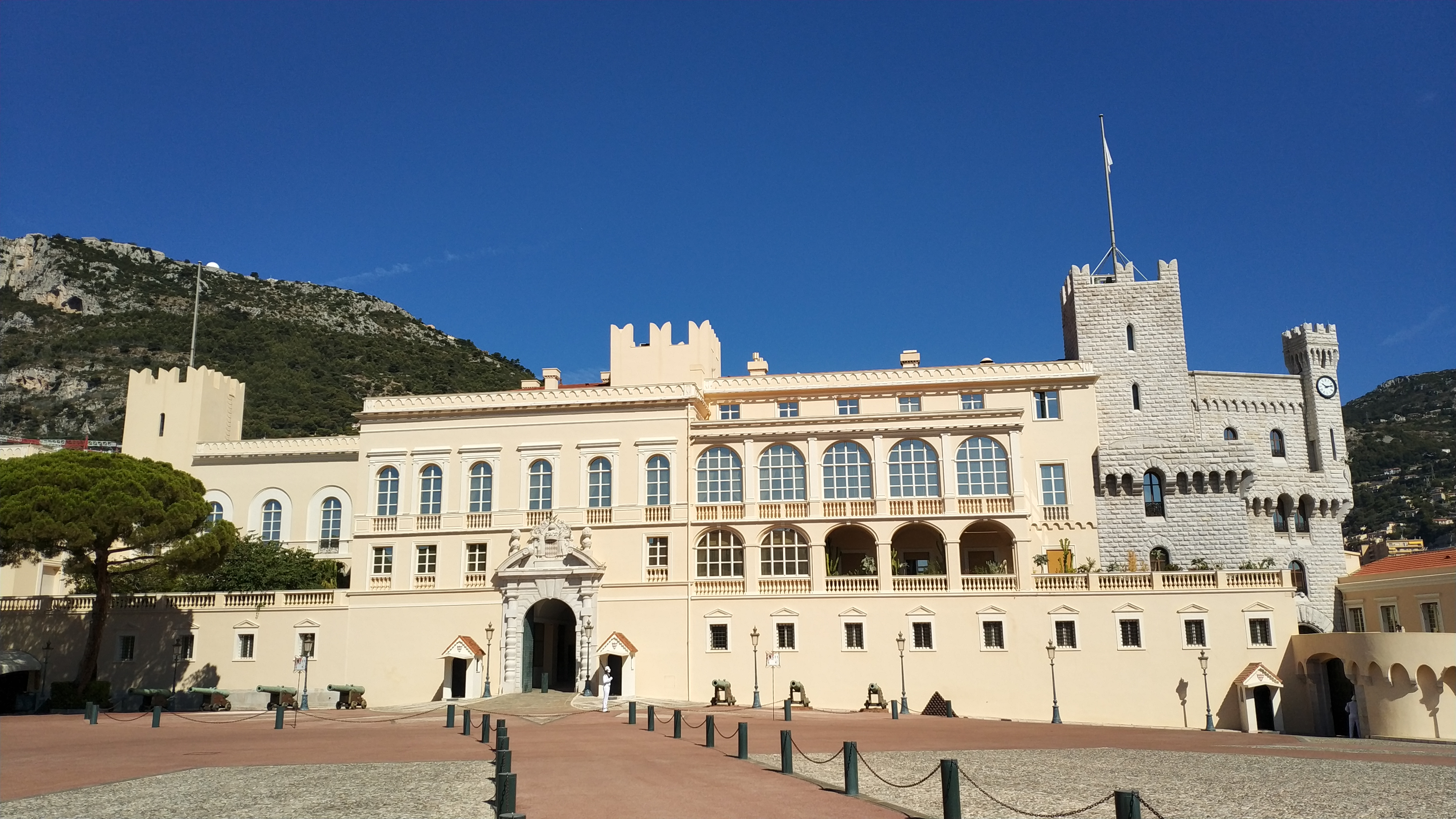
Pałac księcia Monako
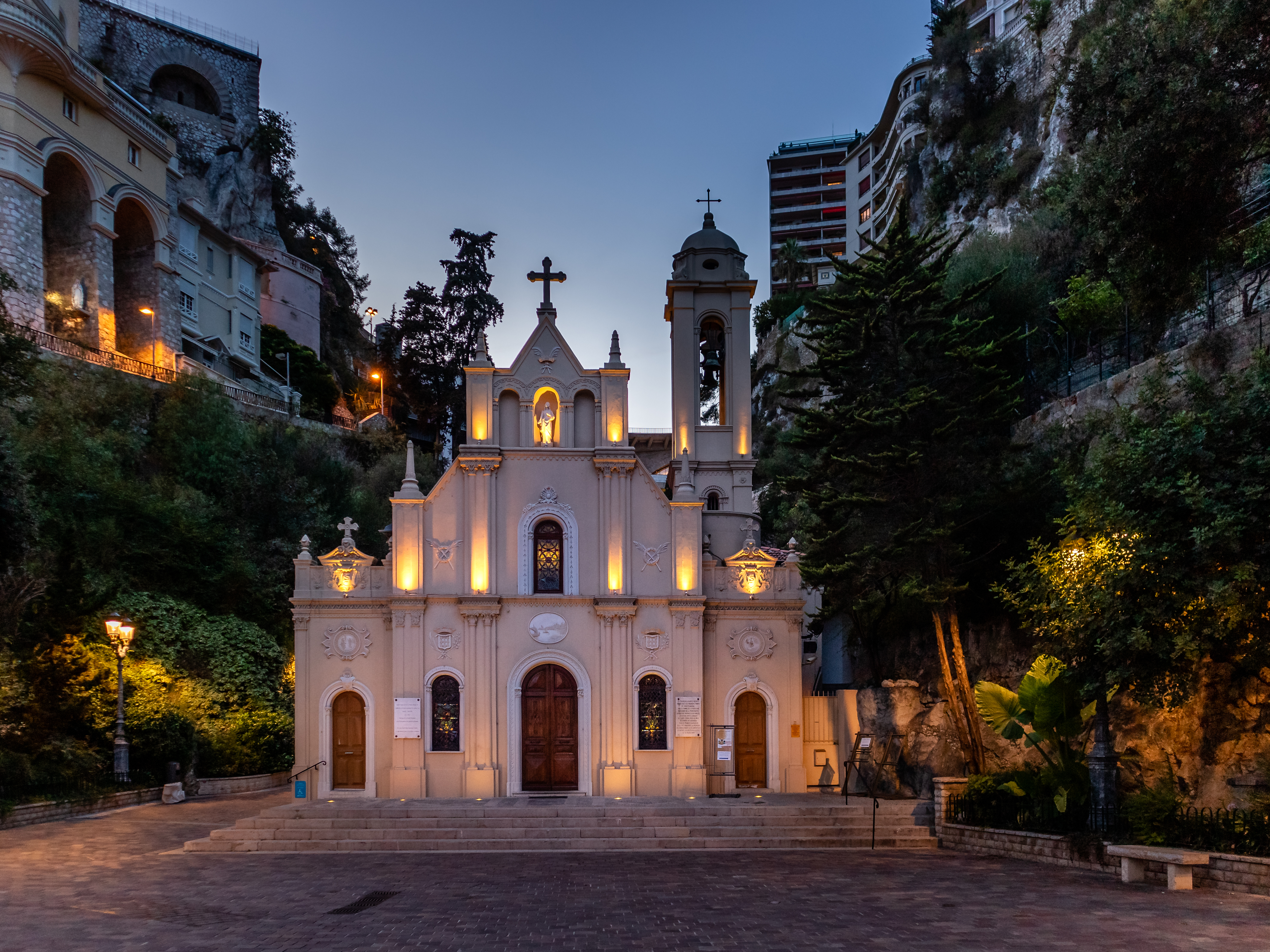
Kościół św. Dewoty
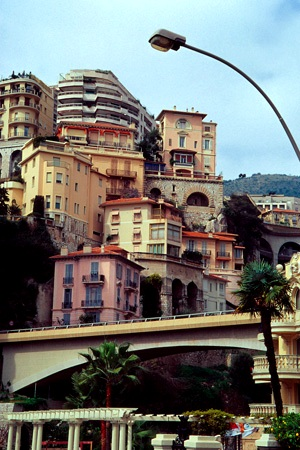
Zabudowa na zboczu
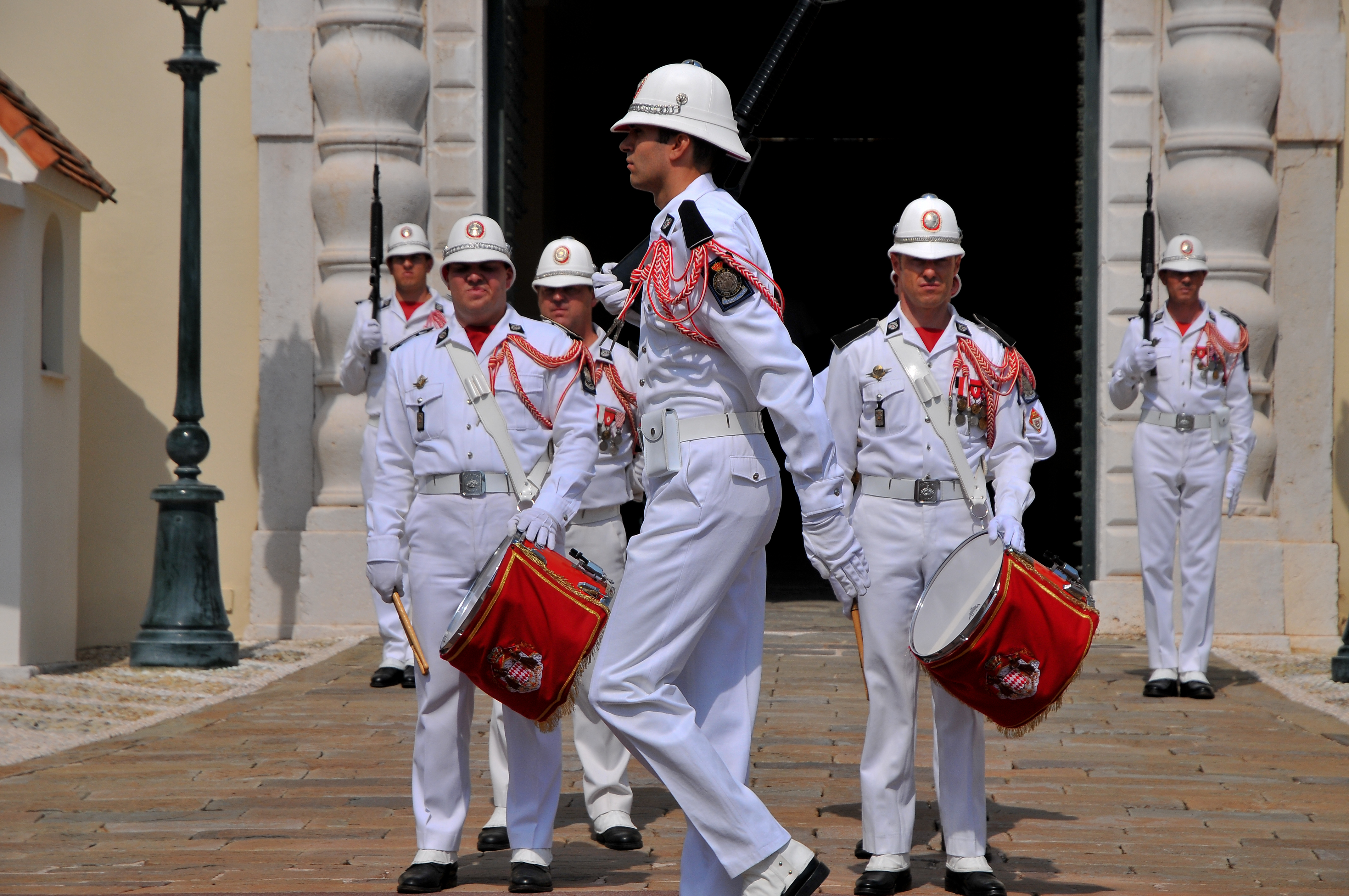
Kompania Karabinierów Książęcych (Compagnie des Carabiniers du Prince)